# Dag Trotzig
Dag Trotzig, född 15 oktober 1914 i Hedemora, Kopparbergs län, död 31 augusti 1944, var en svensk etnolog.

## Biografi
Trotzig var son till Karl Trotzig och Vera Lagerholm som den mellersta i en skara av tre barn och blev redan i barndomen intresserad av hembygdsvård på grund av faderns engagemang på detta område. Efter studentexamen i Hedemora 1933 avlade han filosofie kandidatexamen med ämnena konsthistoria, nordisk och jämförande fornkunskap samt nordisk etnologi vid Stockholms högskola 1937. Han sändes vid 23 års ålder av professor Sigurd Erixon till Lettlands universitet i Riga, där han blev docent i nordisk etnologi 1938. Därutöver blev han också ledare för framtagande av en lettisk Kulturatlas som gjordes efter svenskt mönster. Befattningen i Riga lämnade han 1940 till följd av de den ryska ockupationen av Baltikum. Efter att ha återvänt till Stockholm blev han filosofie doktor och docent i nordisk etnologi vid Stockholms högskola 1943.
Dag Trotzig var under kriget mycket aktiv med hjälp och stöd till flyktingar från såväl Norge som Baltikum. Han deltog även i det internationella hjälparbetet under kriget. Han var en av initiativtagarna till SISU, Samfundet för Internationellt Samhällsstudium och Uppbyggnadsarbete, som bland annat arbetade med utbildning av läkare och socialarbetare som skulle kunna rycka in i uppbyggnadsarbetet när kriget var över. Han var även under kriget aktiv inom svensk säkerhetstjänst, vid Försvarsstabens C-byrå, och arbetade intensivt med värvning av balter för etablering av hemliga kontakter och deltagande i spaningsresor i Baltikum.
Det som också satt stort avtryck hos Dag är utan tvekan vistelserna i familjens stuga på Granbergs fäbodar utanför Leksand. Gården har anor sedan slutet av 1500-talet och inköptes av fadern Karl Trotzig under 1922. Granberg var Dags sommarhem under många somrar och han skrev bland annat stora delar av sin avhandling däruppe på fäboden. Gården är fortfarande i släktens ägo och är i mångt och mycket i originalskick. 
Under en studieresa till östra Finland smittades han av polio, varav han avled efter kort tid.
Han är begravd på Hedemora kyrkogård.